# Міннесота-Лейк (Міннесота)
Міннесота-Лейк (англ. Minnesota Lake) — місто (англ. city) в США, в округах Феріболт і Блю-Ерт штату Міннесота. Населення — 661 особа (2020).

## Географія
Міннесота-Лейк розташована за координатами 43°50′34″ пн. ш. 93°49′41″ зх. д. / 43.84278° пн. ш. 93.82806° зх. д. (43.842714, -93.827999).  За даними Бюро перепису населення США в 2010 році місто мало площу 5,62 км², з яких 4,30 км² — суходіл та 1,32 км² — водойми.

## Демографія
Згідно з переписом 2010 року, у місті мешкало 687 осіб у 295 домогосподарствах у складі 192 родин. Густота населення становила 122 особи/км².  Було 331 помешкання (59/км²).
Расовий склад населення:
| - 98,8 % — білих - 0,4 % — чорних або афроамериканців |

До двох чи більше рас належало 0,1 %. Частка іспаномовних становила 2,9 % від усіх жителів.
За віковим діапазоном населення розподілялося таким чином: 22,6 % — особи молодші 18 років, 60,8 % — особи у віці 18—64 років, 16,6 % — особи у віці 65 років та старші. Медіана віку мешканця становила 41,1 року. На 100 осіб жіночої статі у місті припадало 92,4 чоловіків;  на 100 жінок у віці від 18 років та старших — 98,5 чоловіків також старших 18 років.
Середній дохід на одне домашнє господарство  становив 61 353 долари США (медіана — 55 521), а середній дохід на одну сім'ю — 71 327 доларів (медіана — 61 458). Медіана доходів становила 43 152 долари для чоловіків та 30 875 доларів для жінок. За межею бідності перебувало 9,3 % осіб, у тому числі 8,1 % дітей у віці до 18 років та 5,3 % осіб у віці 65 років та старших.
Цивільне працевлаштоване населення становило 338 осіб. Основні галузі зайнятості: освіта, охорона здоров'я та соціальна допомога — 16,6 %, виробництво — 15,1 %, транспорт — 10,7 %, будівництво — 10,7 %.